# Córrego Novo
Córrego Novo is een gemeente in de Braziliaanse deelstaat Minas Gerais. De gemeente telt 3.138 inwoners (schatting 2009).

## Aangrenzende gemeenten
De gemeente grenst aan Bom Jesus do Galho, Dionísio, Pingo-d'Água en Raul Soares.

## Galerij

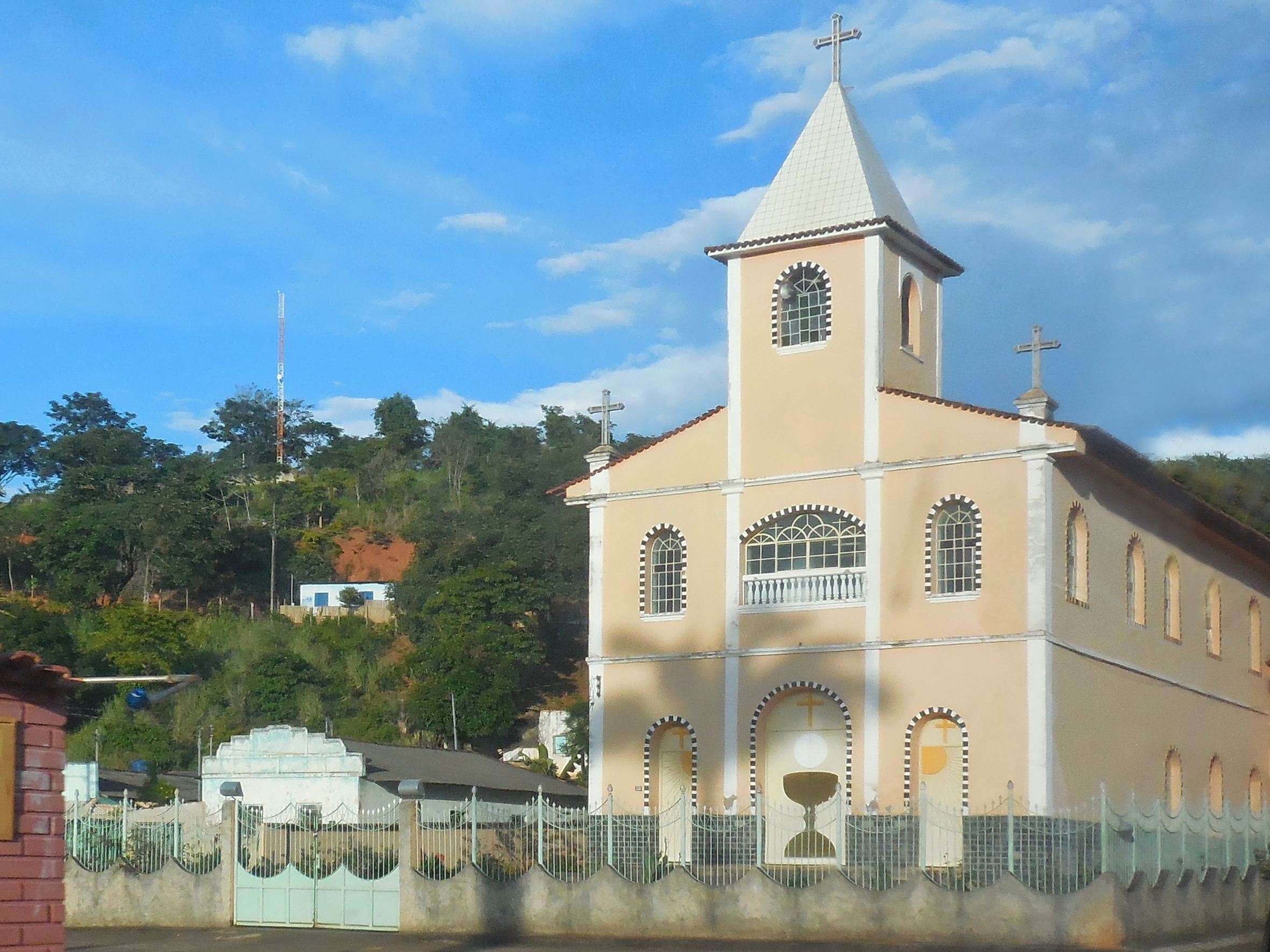
Katholieke kerk Santa Ifigênia
Av. Dr. Mário Lobo Martins
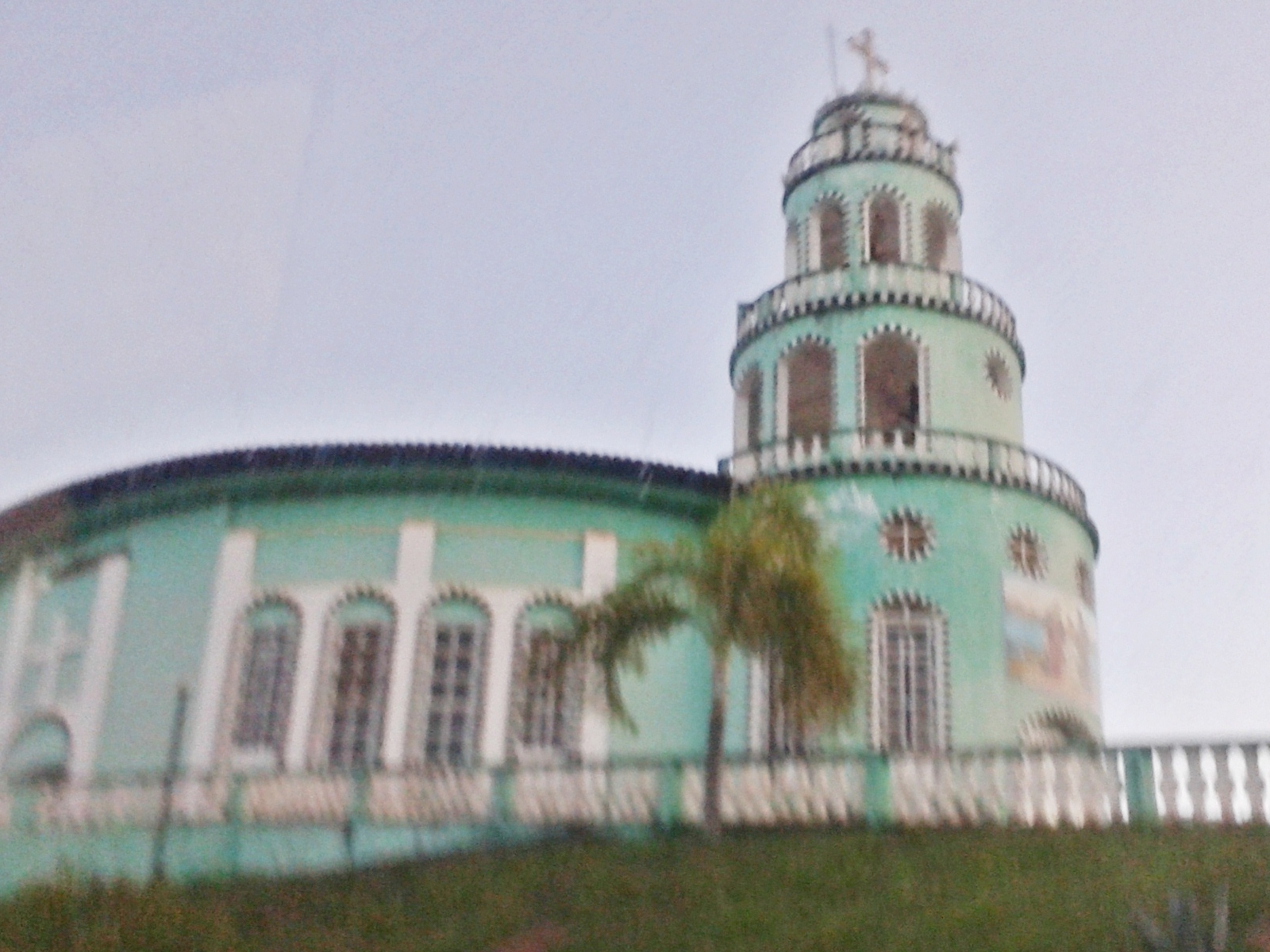
Katholieke kerk Sagrada Familia